# Pediopsis eliptaminensis
Pediopsis eliptaminensis är en insektsart som beskrevs av Evans 1971. Pediopsis eliptaminensis ingår i släktet Pediopsis och familjen dvärgstritar. Inga underarter finns listade i Catalogue of Life.